# 张镇麟
张镇麟（1999年1月28日—），辽宁沈阳人，中国男子篮球运动员，现效力于中国男子篮球职业联赛（CBA）辽宁飞豹队。CBA20-21赛季最佳星锐球员。CBA20-21赛季最佳阵容二阵 。

## 家庭
母亲王芳是中国篮球运动员，新中国篮球50杰。王芳的父亲王作忠、母亲、弟弟王俊义、丈夫张岩、弟媳蒋旭（蒋兴权之女）都曾是辽宁男子或女子篮球队的运动员。儿子张镇麟也效力于CBA的辽宁男篮俱乐部。

## 外部連結
- 张镇麟在fiba.basketball（英语）
- 张镇麟在Basketball-Reference.com（國際）（英语）
- 张镇麟在Sports-Reference.com（NCAA）（英语）
- 张镇麟在Eurobasket.com（球員）（英语）
- 张镇麟在RealGM（英语）
- 张镇麟在Proballers（英语）
- 张镇麟在中国篮球数据库（新浪网）